# Sonic Youth

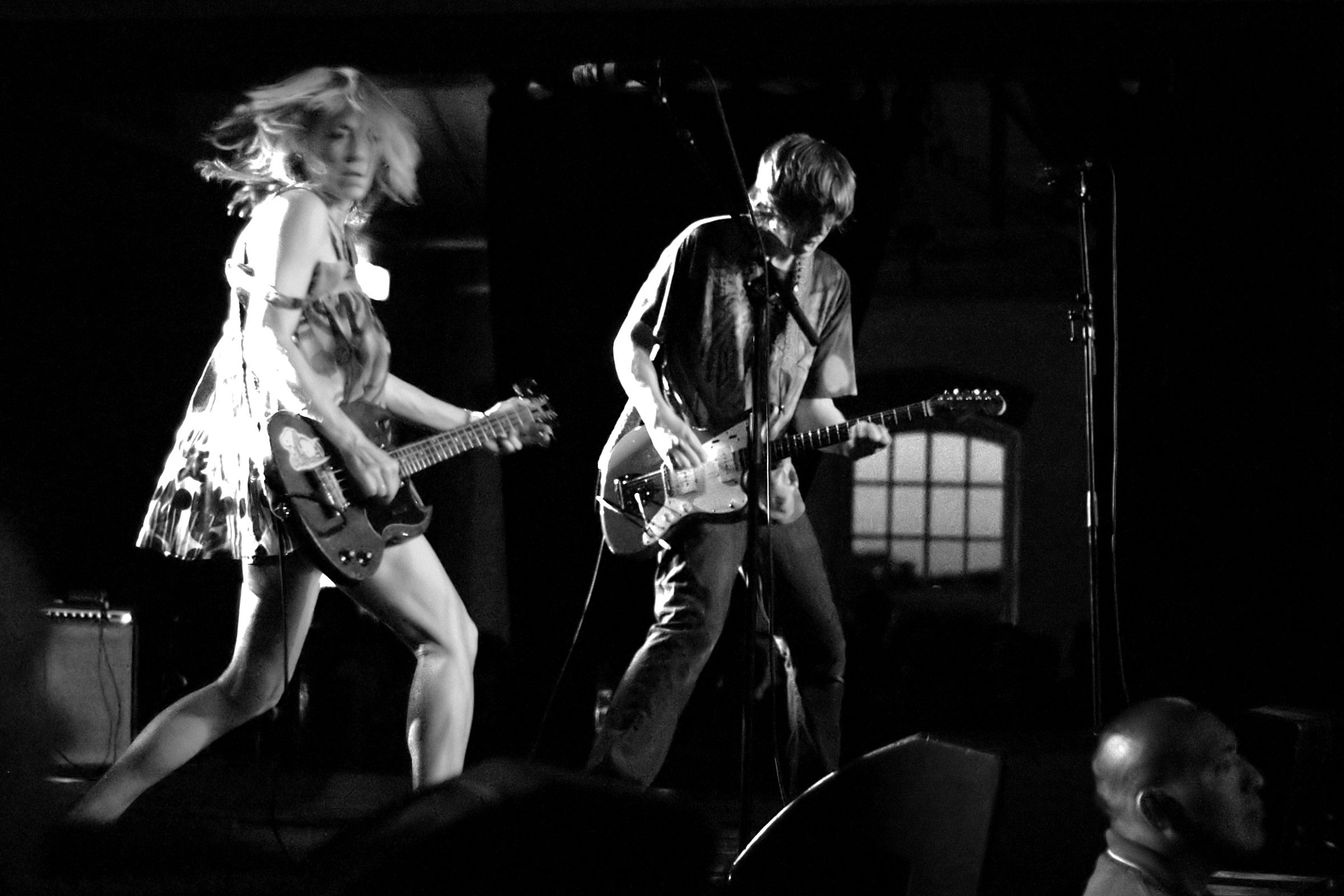
Sonic Youth în concert, 2005. În imagine, Kim Gordon și Thurston Moore.

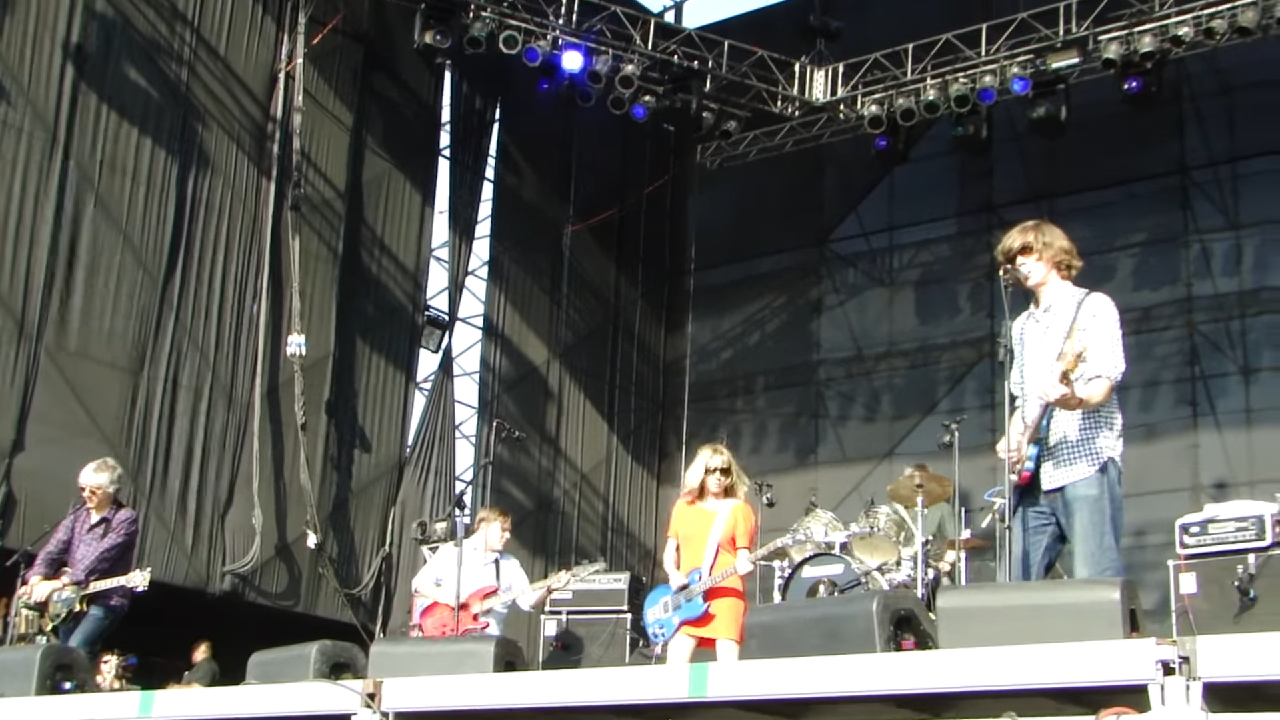
Sonic Youth 2011

Sonic Youth a fost o trupă americană de rock alternativ din New York City, formată în 1981. Din ultima componență a formației făceau parte Thurston Moore (chitară și voce), Kim Gordon (chitară bas, voce și chitară), Lee Ranaldo (chitară și voce), Steve Shelley (baterie) și Mark Ibold (chitară și bas).
La începuturile lor, Sonic Youth erau asociați cu scena muzicală no wave din New York City. Făcând parte din primul val de grupuri americane de noise rock, formația Sonic Youth este considerată a fi fost esențială în dezvolatrea scenei indie și a rockului alternativ. De-a lungul carierei, trupa a cunoscut succesul atât la nivel critic, cât și comercial, iar în 1990 a semnat pentru prima dată cu o casă de discuri majoră - DGC Records. Un alt moment de referință pentru formație îl reprezintă participarea la festivalul Lollapalooza din 1995, unde a fost principala atracție.
La baza muzicii trupei Sonic Youth au stat o serie de influențe variind de la Patti Smith, influenta muziciană de protopunk, la compozitorul John Cage.

## Discografie
- Sonic Youth EP, (1982 m.)
- Confusion Is Sex (1983 m.)
- Bad Moon Rising (1985 m.)
- Made in USA (1986 m.)
- EVOL (1986 m.)
- Sister (1987 m.)
- Daydream Nation (1988 m.)
- Goo (1990 m.)
- Dirty (1992 m.)
- Experimental Jet Set, Trash & No Star (1994 m.)
- Washing Machine (1995 m.)
- Live in Holland 12/27/83 (1995 m.)
- A Thousand Leaves (1998 m.)
- Goodbye 20th Century (1999 m.)
- NYC Ghosts & Flowers (2000 m.)
- SYR 5 (2000 m.)
- SYR 6 (2002 m.)
- Murray Street (2002 m.)
- Dirty Deluxe Edition (2003 m.)
- Live at the Royal Albert Hall (2003 m.)
- Sonic Nurse (2004 m.)
- Rather Ripped (2006 m.)
- The Eternal (2009 m.)